# Bekreuzter Traubenwickler
Der Bekreuzte Traubenwickler (Lobesia botrana) ist ein Schmetterling (Nachtfalter) aus der Familie der Wickler (Tortricidae). 

## Merkmale
Der Falter hat einen fünf bis sechs Millimeter großen Körper und eine Flügelspannweite von 12 bis 13 Millimeter. Die Flügel sind gelbgrün bis gräulich marmoriert.

### Synonyme
- Lobesia vitisana Jacquin, 1788[1]

## Verbreitung
Der Bekreuzte Traubenwickler tritt in allen süd- und mitteleuropäischen Weinanbaugebieten auf. Weiterhin ist er in Nordafrika, Kleinasien und im Kaukasus verbreitet. Die nördliche Weinanbaugrenze wird nicht überschritten. In den europäischen Reblagen tritt die Art etwa seit 1910 (Schweiz) auf.
Der Bekreuzte Traubenwickler bevorzugt warme, trockene Regionen.

## Lebensweise
Die Art ist polyphag (konzentriert sich also nicht ausschließlich auf Weinreben), nachtaktiv, lebhaft und wanderfreudig. Die Puppen des Bekreuzten Traubenwicklers überwintern unter der Borke des Rebstockes. Er wurde bisher auf über 20 Wirtspflanzen der folgenden Gattungen gefunden:
- Weinreben (Vitis)
- Waldreben (Clematis)
- Hartriegel (Cornus)
- Heckenkirsche (Lonicera)
- Schneeball (Viburnum)
- Liguster (Ligustrum)
- Stachelbeere (Ribes)
- Efeu (Hedera)
- Seidelbast (Daphne)
- Rosmarin (Rosmarinus)
- Berberitze (Berberis)

### Flugzeit
Er bildet zwei, in sehr warmen Jahren auch drei Generationen im Jahr, die nach den Raupen in Heuwurm, Sauerwurm und Süßwurm unterschieden werden:
1. Generation (Heuwurm) Ende April/Anfang Mai
2. Generation (Sauerwurm) Ende Juni/Mitte Juli
3. Generation (Süßwurm) nur in warmen Jahren und günstigen Bedingungen Mitte September/Anfang Oktober

Die Flugzeiten der einzelnen Generationen gehen oft ineinander über und können nicht immer getrennt werden. Flug, Paarung und Eiablage finden vor allem in den Abendstunden statt.

## Schadwirkung
Der Bekreuzte Traubenwickler gilt ebenso wie der Einbindige Traubenwickler als Schädling im Weinbau. Die Larven beider Wickler befallen die Blüten und Trauben und mindern dadurch den Ertrag. Befallene Trauben sind durch die Fraßschäden erheblich anfälliger für Grauschimmelfäule (Botrytis cinerea). Der Befall von Botrytis bringt erst einen deutlichen Schaden an den Trauben.

## Bekämpfung
Bekämpft wird der Traubenwickler mit Insektiziden, die oft präventiv eingesetzt werden. Alternativ wird die Populationsgröße mit Pheromonfallen bestimmt und dann der Befall gezielt mit Pflanzenschutzmitteln bekämpft. Bei der biologischen Schädlingsbekämpfung setzt man auf die Verwirrmethode und verschiedene natürliche Feinde.